# Кушнеренко Олександр Миколайович
Олександр Миколайович Кушнеренко — солдат ОЗСП «Азов» Національної гвардії України, учасник російсько-української війни, що загинув у ході російського вторгнення в Україну.

## Життєпис
Народився 26 грудня 1993 року в смт Іванкові Київської області.
Закінчив Київський національний університет будівництва і архітектури та здобув фах інженера-будівельника. Ще під час навчання брав участь у Революції Гідності. Був включений в список людей ЄвромайданSOS, з якими рідні чи знайомі втратили зв'язок 18-19 лютого 2014 року.
Після випуску з університету працював за спеціальністю у міжнародній інвестиційній компанії. Захоплювався спортом, стрільбою, риболовлею, вивчав сферу IT та загалом вів активний спосіб життя.
В 2016 році приєднався до складу Окремого загону спеціального призначення «Азов» Національної гвардії України. Був кулеметником та пройшов курси тактичних медиків і саперів. Мав позивний «Куша». Брав участь у боях за села Широкине та Павлопіль поблизу м. Маріуполя на Донеччині.
У 2018 році обійняв посаду сапера-розвідника снайперської групи у полку «Азов» та виконував завдання зі спеціальної розвідки та контрдиверсійної боротьби снайперськими групами в районі сел Піски та Широкино на Донеччині.
За рік звільнився з військової служби та повернувся до цивільного життя. Працював інженером-конструктором у київських будівельних компаніях.
Після початку російського вторгнення в Україну, разом з побратимами-азовцями з перших днів приєднався до окремої бригадноï роти розвідки 72 ОМБр. Брав участь у боях за село Мощун в Бучанському районі Київської області. За ці бої був нагороджений орденом «За мужність» III ступеня.
Згодом, разом зі своїм підрозділом вирушив на Донбас, де 26 травня 2022 року прийняв свій останній бій з ворожою ДРГ в районі поміж містами Попасна — Бахмут.
«Саша завжди йшов до своєї мети, був наполегливий, сміливий, сильний духом та дуже доброю людиною. Мав гарне Почуття гумору та був душею компанії. Він Герой, який назавжди залишиться в серці кожного з нас», — розповіла Сидоренко Ольга, подруга загиблого.
Був похований 6 червня 2022 року у рідному селищі Іванкові.
Залишилися батьки та старший брат.

## Нагороди
- орден За мужність II ступеня (15.06.2022, посмертно) — за особисту мужність і самовіддані дії, виявлені у захисті державного суверенітету та територіальної цілісності України, вірність військовій присязі[4].
- орден За мужність III ступеня (14.04.2022) — за особисту мужність і самовіддані дії, виявлені у захисті державного суверенітету та територіальної цілісності України, вірність військовій присязі[5].